# 卡迪遜
卡迪遜本名: 朱漢昌，前香港男演員，活躍於1970-1980年代中期，曾效力無綫電視、佳藝電視、麗的電視及亞洲電視。

## 簡歷
卡迪遜早期從事平面模特兒工作被發掘，亦有一說是無綫電視藝員訓練班出身，於1976年出道。他首次演出了甘國亮監製的劇集《少年十五二十時》，客串了一集單元劇角色。其後於無綫電視首齣大型長篇劇集《狂潮》, 飾演出身於品流複雜的低下層家庭，在富瑤酒店擔任門僮的年輕人郭松友, 他也是此劇集中首名出場的角色。郭松友於劇中經歷感情挫折，家庭及工作的衝擊, 後期走上成為武打明星之路。由於角色轉折甚大,令他有頗多發揮機會,劇中有不少集數都由他擔正主角。再加上他外型俊俏， 在劇集播出時曾被稱為「最迷死人男演員」。
《狂潮》播出完結後，適逢佳藝電視成立，電視台使用銀彈攻勢招攬無綫電視藝員。他跟隨周梁淑怡過檔了佳藝電視。卡迪遜在佳藝電視時期的產量不多，且大多是古裝劇集。包括改篇中國古典長篇小說《紅樓夢》，飾演蔣玉菡一角，與男主角賈寶玉有一段曖昧情誼。改篇古龍小說《流星蝴蝶劍》，飾演孝敬父親，有勇有謀的男子漢孫劍。亦有徐克導演的《金刀情俠》、《雪山飛狐》等... 由於1978年，佳藝電視因入不敷支而倒閉。此時卡迪遜未有與任何電視台正式簽約，並開始發展其私人的士高及地產生意，閒時會周遊列國。
雖然如此，卡迪遜亦有應麗的電視及香港電台的邀請，客串了戲份不多的角色。例如在《大內群英》飾演洋人馬基茲、《驟雨中的陽光》飾演流浪旅行的年青人 Pierne 。
直到1980年10月，卡迪遜正式簽約麗的電視，並開始受到重用，接演了戲分較重的角色。在李兆熊、黎大煒監製的《再會太平山》中，承繼了前作《浴血太平山》伍衞國的戲份，飾演同名同姓的市井流氓盧文鷹。由賴水清監製的《天堂有路》中，飾演反叛青年Peter。他的戲路及演出更加廣闊及成熟，間中會演出惹人發笑的角色。其後麗的電視參考美國歌舞電影《Fame》，拍攝《我要高飛》。卡迪遜與莫少聰一起擔正為此劇男主角。
1982年10月，麗的電視易主，卡迪遜順利成章成為亞洲電視的演員。在《家姐，細佬，飛髮鋪》飾演網球教練周子揚，是劇中主要角色之一。後因亞洲電視銳意培養新演員，提拔了如何家勁、曾偉權、麥翠嫻、葉玉萍等新人。少不免動搖了由麗的電視過檔的小生花旦。後期卡迪遜所飾演的角色多為小白臉、富家子弟、壞人等。
1984年，卡迪遜在參演了查傳誼監製的《蝴蝶血》及客串《101拘捕令第二輯之熱線九九九》後，與亞洲電視正式約滿。他亦從此息影。

## 軼事
粵劇演員何非凡於1980年逝世，卡迪遜與鳳凰女合力，在澳門覓地，並將之葬於澳門氹仔孝思墳場。
1980年11月，演員曾江與鄧拱璧於香港大會堂註冊，與胡楓、黎漢持及伍衛國擔任伴郎。
除了演藝事業，卡迪遜也積極發展私人生意，而且年紀輕輕便置業。
卡迪遜外貌與經常扮演惡人的演員麥子雲有幾分相似，有時會被人誤認。實際上，二人都同是佳藝電視的演員，並曾一起參演過《流星蝴蝶劍》。

## 傳聞
卡迪遜自息影後便絕迹幕前，坊間對他背景及近況有頗多流傳。由於他外型酷似混血兒，故有說他是蒙古人後裔。另有說法他息影後在澳門繼承家族生意、成為葡萄莊主等。其中已故攝影師李志超曾在專欄中表示訪問卡迪遜息影原因，是因為要去南非當間諜。但一切都未經本人證實。

## 演出作品

### 電視劇

#### 無綫電視
| 首播   | 名稱           | 角色     | 備註                           |
| 1976年 | 少年十五二十時 | Charlie  | 客串第16集，癌症病人，後來去世 |
| 1976年 | 狂潮           | 郭松友   | 劇中主要角色之一               |
| 1976年 | 近代豪俠傳     | 馮排長   | 單元《雙槍王英》               |
| 1976年 | 北斗星         | 中學男生 | 第14集單元                     |
| 1977年 | 瑪麗關77       |          | 相傳母帶已經失傳               |

#### 佳藝電視
| 首播   | 名稱       | 角色   | 備註                       |
| 1978年 | 紅樓夢     | 蔣玉菡 |                            |
| 1978年 | 流星蝴蝶劍 | 孫劍   | 1，3，4，17集母帶已失傳    |
| 1978年 | 奔流       | 古兆良 | 社會寫實劇                 |
| 1978年 | 金刀情俠   |        | 徐克導演                   |
| 1978年 | 雪山飛狐   | 鳳一鳴 | 製作人蕭笙                 |
| 1978年 | 名流情史   |        | 因佳藝電視倒閉，劇集被腰斬 |

#### 麗的電視
| 首播   | 名稱         | 角色         | 備註                                               |
| 1979年 | 沈勝衣       | 林天方       | 單元劇《鬼蕭》男主角                               |
| 1980年 | 湖海爭霸錄   | 赤哈爾       |                                                    |
| 1980年 | 大內群英     | 馬基茲       | 扮演洋人                                           |
| 1980年 | 驟雨中的陽光 | Pierne       | 4-7集出場                                          |
| 1980年 | 小小心願     | 有型士(客串) | 1集出場                                            |
| 1981年 | 少年黃飛鴻   | 史提芬       |                                                    |
| 1981年 | 大昏迷       | 徐志輝       | 劉家豪監製 10集出場                                |
| 1981年 | 再會太平山   | 盧文鷹       | 劇中主要角色之一                                   |
| 1981年 | 天使危機     | 鄒仲賢       | 因部份片段難以修復，重播版本作出刪剪               |
| 1981年 | 我要高飛     |              | 主演 相傳母帶已經失傳                              |
| 1982年 | 天堂有路     | Peter        | 劇中主要角色之一                                   |
| 1982年 | 凹凸神探     | 李國忠       | 5-9集出場 劇中主要角色之一                         |
| 1982年 | 烽火情仇     | 羅祖貴       | 16-28集出場 本劇於麗的電視易名亞洲電視交替期間播出 |

#### 亞洲電視
| 首播   | 名稱                        | 角色   | 備註                                                       |
| 1982年 | 家姐、細佬、飛髮舖 (第一輯) | 周子揚 | 梁天監製 卡迪遜成為亞視藝員的第一部電視劇 劇中主要角色之一 |
| 1983年 | 家姐、細佬、飛髮舖 (第二輯) | 周子揚 | 梅小青監製 1-20集出場 劇中主要角色之一                     |
| 1983年 | 八美圖                      | 傅萬全 | 25-38集出場                                                |
| 1983年 | 邊緣十八                    | Christ | 梅小青監製 模特兒導師                                      |
| 1983年 | 101拘捕令                   | Jackie | 劉家豪監製 1-3集出場                                       |
| 1983年 | 劍仙李白                    | 王維   |                                                            |
| 1984年 | 表錯七段情                  | 彼德   |                                                            |
| 1984年 | 蝴蝶血                      | 白天祥 | 劇中主要角色之一                                           |
| 1984年 | 101拘捕令第二輯之熱線九九九 | 花旗森 | 10-12集出場 卡迪遜拍畢此劇後便告息影                       |

#### 香港電台
| 首播   | 名稱     | 角色   | 備註         |
| 1978年 | 獅子山下 | 朱松柏 | 單元《疤痕》 |